# 排障器

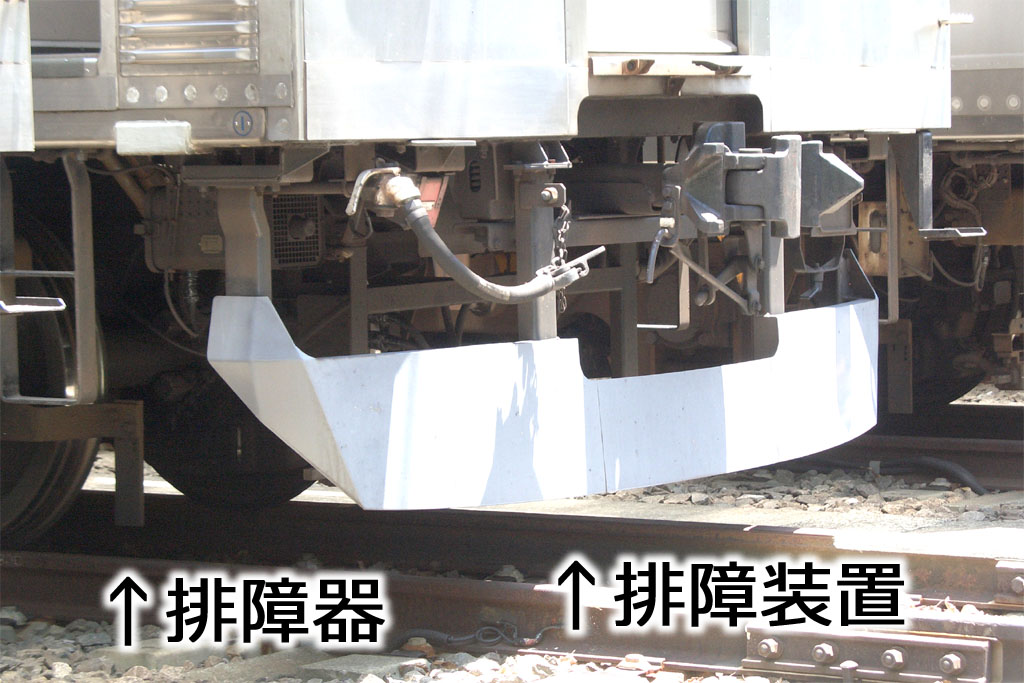
排障器和排障裝置（東急8500系）

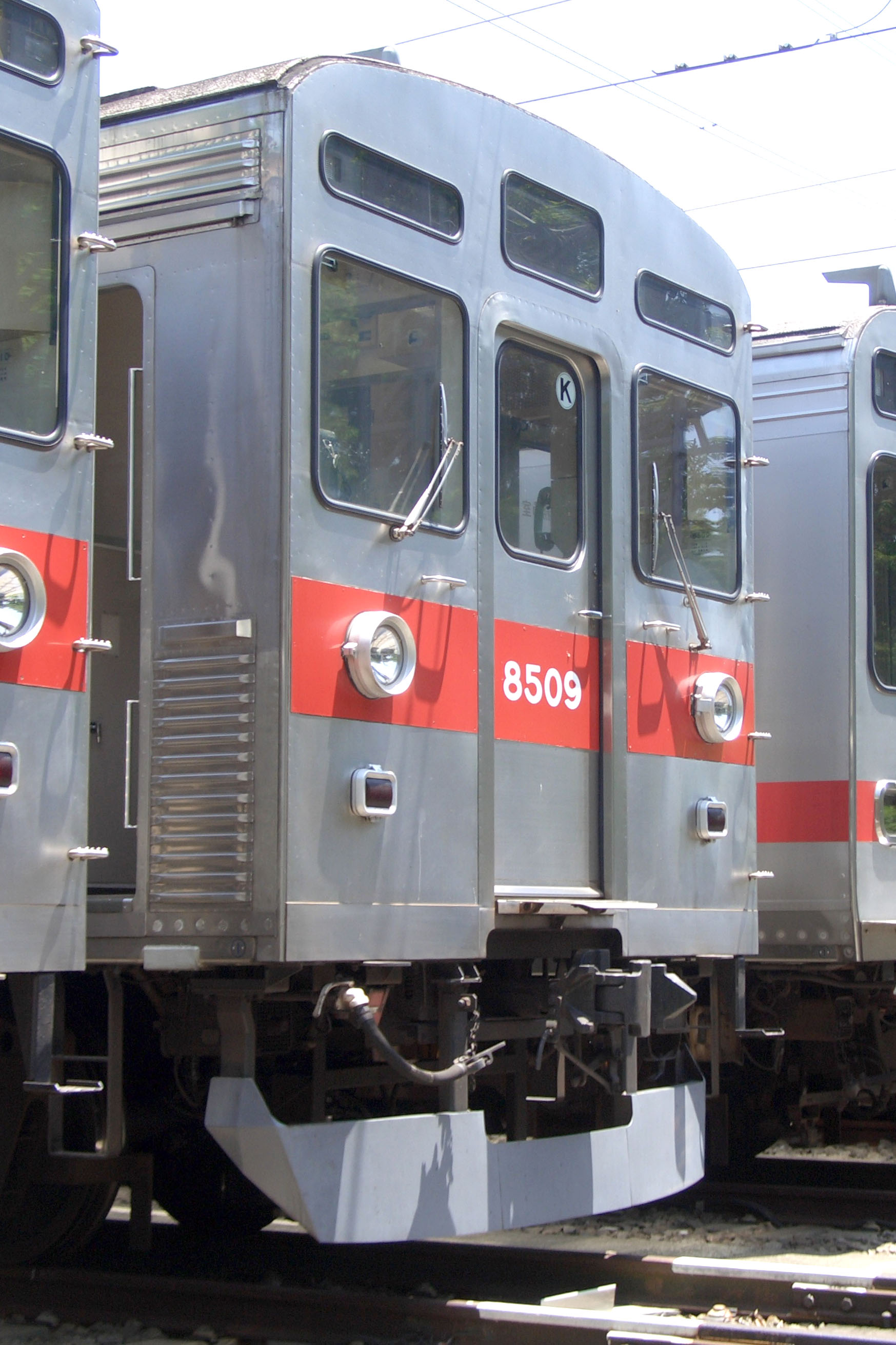
擴大

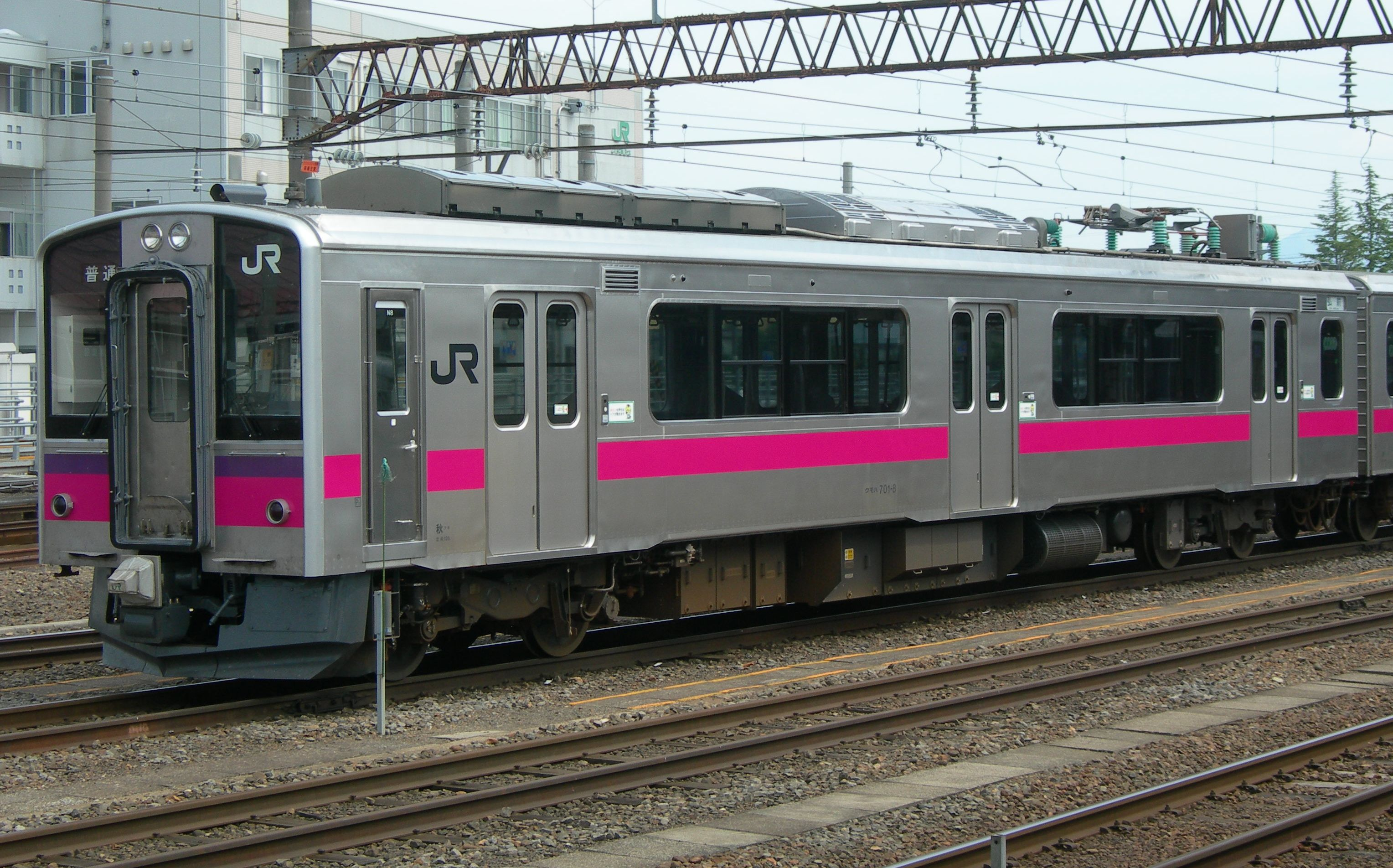
JR東日本701系電力動車組，可见其排障器

排障器是列车用於排除前方障碍物、避免辗过路轨上的障碍物后把物件卷入底盘而造成运行障碍甚至導致出軌的一種裝置。
发生列车与障碍物正面相撞事故时，没有装排障器的列车在相撞后，车底下所装的設備可能受到破坏，而装上排障器后可减少甚至避免設備受到破坏。
日本的列車大部分都在两头装有排障器，排障器一般可分为大型及小型。大型排障器主要为保护底盘设备，小型排障器则可排除大型排障器不能排除的物件（例如石头等），所以小型排障器安装于车轮前方。
排障器主要以铁等金属制成，颜色则为灰色或者黑色以配合列车底盘，有些則漆為黃色或橘色等色以達到警戒效果。